# Теодор Манкаф
Теодор Манкаф (на старогръцки: Θεόδωρος Μαγκαφᾶς, Theodoros Mankaphas, Mangaphas) е византийски аристократ от Филаделфия в Мала Азия, който се провъзглася два пъти за император, първо – през 1188 г., по време на управлението на Исаак II (уп. 1185 – 1195), и отново – през 1204 г., след превземането на Константинопол от рицарите на втория кръстоносен поход. Управлението му трае по няколко месеца. Въстанието му е потушено във Филаделфия през 1189 г. от дука на Тракия Василий Ватаци.